# Jérémy Kapone
Pour les articles homonymes, voir Kapone.
Jérémy Kapone, né le 16 avril 1990 à Paris, est un artiste pluridisciplinaire acteur, dessinateur, chanteur et auteur-compositeur-interprète français. Il est notamment connu pour avoir interprété le rôle de Maël dans le film LOL de Lisa Azuelos en 2009.
Artiste musicien, il forme le groupe Kaponz & Spinoza, avec lequel il participe notamment à bande originale du film LOL avec le titre "Exil". 
Depuis 2016, il développe une carrière musicale solo.

## Discographie

### Kaponz & Spinoza
- 2009 : Éléments Du Décor (LP)

### Albums solo
- 2016 : Aquarium (EP)
- 2017 : Aurore (EP)
- 2018 : 10:43 (LP)
- 2025 : The Bridge (EP)

## Filmographie

### Cinéma
- 2009 : LOL (Laughing Out Loud) de Lisa Azuelos - Maël
- 2010 : Complices de Frédéric Mermoud - Thomas
- 2011 : Livide de Julien Maury et Alexandre Bustillo : Ben
- 2011 : Summer Knows de Jan Seemann (court métrage) : le garçon
- 2012 : Les Arpenteurs du monde (Die Vermessung der Welt) de Detlev Buck : Aimé Bonpland
- 2013 : Marcumaria de Julie Perreard (court métrage) ; Alexandre de Roux
- 2015 : Parisiennes de Slony Sow : Jeremy
- 2024 : Alterlove de Jonathan Taieb : Jules
- 2026 : LOL 2.0 de Lisa Azuelos

## Télévision
- 2012 : Tiger Lily, 4 femmes dans la vie (série télévisée) : Théo
- 2025 : Les Ailes collées (téléfilm) de Thierry Binisti : Joseph

## Publications

### Recueil de portraits
- 2020 : Carnet de Visage - Volume 1[1]
- 2023 : Carnet de Visage - Volume 2[2]

## Distinctions
- Festival du film de Cabourg 2009 : Swann d'or de la révélation masculine pour LOL.